# Music Feeds
Music Feeds é uma revista quinzenal gratuita baseada na Austrália. É dedicada a música digital e estilo de vida, foi fundada em 2008 e possui sua sede em Sydney. Music Feeds é distribuída em formato eletrônico a cada duas terças-feiras, contendo material adicional postado em seu website regularmente.
Diferentemente de suas concorrentes diretas, a Drum Media e The Brag, a Music Feeds tem preferência por abranger músicos independentes e autofinanciados. A partir de 2012, mudou para uma publicação de música online 24 horas por dia, 7 dias por semana e cobre regularmente notícias, eventos e lançamentos musicais locais e internacionais.